# بشكوح
بشكوح قرية صغيرة في ناحية عين شقاق التابعة لمنطقة جبلة في محافظة اللاذقية. بلغ عدد سكانها 166 نسمة عام 2004.